# ГЕС Tiānwánggōu
ГЕС Tiānwánggōu (天王沟水电站) — гідроелектростанція на півночі Китаю у провінції Ганьсу. Знаходячись після ГЕС Tiěchéng, входить до складу каскаду на річці Датонг, лівій притоці Huangshui, котра в свою чергу є лівою притокою Хуанхе.
У межах проекту річку перекрили бетонною гравітаційною греблею висотою 23 метра, довжиною 84 метра та шириною по гребеню 9 метрів. Вона утримує водосховище з об'ємом 2 млн м3 та нормальним рівнем поверхні на позначці 2010,5 метра НРМ (під час повені до 2012,8метра НРМ).
Зі сховища ресурс подається до прокладеної через лівобережний гірський масив дериваційної траси загальною довжиною 6,2 км, основну частину якої становить тунель довжиною 5,9 км. Машинний зал обладнали трьома турбінами потужністю по 17 МВт, котрі використовують напір у 50 метрів та забезпечують виробництво 238 млн кВт-год електроенергії на рік.